# Gold Edition
Gold Edition è un box set del gruppo progressive rock Emerson, Lake & Palmer e raccoglie gran parte dei loro brani più famosi. Il box set è stato pubblicato nel 2007 con l'etichetta Nun Entertainment Edel.

## Il disco
Il box è composto da 3 CD, che ripercorrono la carriera del gruppo dal 1970, anno del loro disco di debutto, fino alla loro ultima pubblicazione, avvenuta nel 2003 con la registrazione del Live in Poland 1997. La raccolta è alternata da brani in versione studio e altri live, seguendo il filo cronologico di tutte le registrazioni effettuate fino al momento dell'uscita di questo box set.

## Tracce
Disco 1
1. "Take A Pebble"
2. "Lucky Man"
3. "Tarkus"
4. "Nutrocker (Live)"
5. "Hoedown"

Disco 2
1. "Trilogy"
2. "Still...You Turn Me On"
3. "Jerusalem (Live)"
4. "Pirates"
5. "Tiger In A Spotlight"
6. "All I Want Is You"
7. "The Gambler"

Disco 3
1. "Pictures At An Exhibition (Live)"
2. "Black Moon"
3. "Better Days"
4. "Romeo And Juliet (Live)"
5. "Daddy"
6. "Karn Evil 9 2ND (Impression PT 2) (Live)"
7. "Touch And Go (Live)"

### Formazione
- Keith Emerson - tastiere
- Greg Lake - basso, chitarra, voce
- Carl Palmer - batteria

Le canzoni Nutrocker, Jerusalem, Pictures At An Exhibition, Romeo And Julet, Karn Evil 9 2ND (Impression PT 2), Touch And Go sono registrazioni Live.